# Caitlin de Lange
Caitlin Ann de Lange, född 4 mars 2004, är en sydafrikansk simmare.

## Karriär
Vid afrikanska mästerskapen 2021 i Accra tog de Lange silver på 50 meter frisim och 50 meter fjärilsim, brons på 50 meter ryggsim samt var en del av Sydafrikas kapplag som tog guld på 4×100 meter frisim.
Vid afrikanska spelen 2023 i Accra tog de Lange guld och noterade ett nytt mästerskapsrekord på 50 meter ryggsim. Individuellt tog hon även guld på 100 meter frisim samt silver på både 50 meter frisim och 50 meter fjärilsim. Hon var också en del av Sydafrikas kapplag som tog guld på 4×100 meter medley, 4×100 meter mixed frisim och 4×100 meter mixed medley.